# Demokratyczna Partia Ludowa (Tonga)
Demokratyczna Partia Ludowa (People's Democratic Party) – tongijska partia polityczna powstała 8 kwietnia 2005 wskutek rozłamu w Ruchu na rzecz Praw Człowieka i Demokracji. Pierwszym przewodniczącym partii został Teisina Fuko. Była pierwszą oficjalnie uznaną partią polityczną w Tonga.
Pierwszy mandat zdobyła w wyborach uzupełniających do Zgromadzenia Ustawodawczego 5 maja 2005. Jej reprezentantem został były minister policji Clive Edwards. W wyborach w 2008 roku również zdobyła jeden mandat. W wyborach w 2010 nie udało jej się zdobyć mandatu.